# Diócesis de Kilmacduagh
La diócesis de Kilmacduagh (en latín: Dioecesis Duacensis y en inglés: Diocese of Kilmacduagh) fue una circunscripción eclesiástica de la Iglesia católica en Irlanda. Se trataba de una diócesis latina, sufragánea de la arquidiócesis de Tuam. Fue suprimida al ser unida con la diócesis de Galway para formar la diócesis de Galway y Kilmacduagh el 5 de junio de 1883.

## Territorio y organización
La diócesis extendía su jurisdicción sobre los fieles católicos de rito latino residentes en el área del condado de Galway.
La sede de la diócesis se encontraba en la localidad de Kilmacduagh, en donde se hallan las ruinas de la Catedral de San Colmán, que pasó a la Iglesia de Irlanda durante el cisma anglicano. La sede del obispo se trasladó a Kinvara.

## Historia
La diócesis de Kilmacduagh deriva de una antigua sede monástica, erigida en la primera mitad del siglo VII por san Colmán. Más tarde, la sede estuvo a cargo de abades, que no eran necesariamente obispos consagrados, como ocurría comúnmente en el monacato irlandés. Anteriormente también se conocía en los anales irlandeses como la diócesis de Hy Fiachra.
Con motivo de la reorganización de la Iglesia irlandesa en el modelo continental, la diócesis de Kilmacduagh no se menciona en el Sínodo de Ráth Breasail de 1111, pero el Sínodo de Kells de 1152 estableció a Kilmacduagh como sufragánea de la arquidiócesis de Tuam. El primer obispo conocido es Rugdan O'Ruadan (Imar Ua Ruaidin) informado en 1176. Hasta finales de la Edad Media todos los obispos conocidos son de origen irlandés. La primera mención de un cabildo catedralicio de canónigos data de 1253.
Durante la primera mitad del siglo XIV la diócesis se unió temporalmente con la de Tuam; pero la protesta del cabildo catedralicio condujo en 1358 a la separación de las dos sedes.
Durante el cisma anglicano del rey Enrique VIII de Inglaterra el obispo Christopher Bodkin aceptó la supremacía real y fue nombrado arzobispo cismático de Tuam el 15 de febrero de 1537, aunque continuó manteniendo el cargo de Kilmacduagh; absuelto del cisma por el cardenal Pole y nombrado administrador apostólico católico romano de Tuam y Kilmacduagh el 7 de octubre de 1555 durante el reinado de María I de Inglaterra; murió en el cargo en 1572 cuando gobernaba la reina protestante Isabel I de Inglaterra. En 1542 el papa nombró a Cornelio O'Dea para sustituir a Bodkin, pero no pudo tomar posesión y renunció en 1555 al ser confirmado Bodkin en el cargo. La diócesis vivió un largo período de crisis y la sede permaneció vacante hasta el nombramiento de Malachy O'Moloney en 1576. En la sucesión anglicana el 13 de abril de 1573 fuenombrado obispo de Kilmacduagh Stephen Kirwan, continuando la sucesión hasta que en 1626 se fusionó con la diócesis de Clonfert para formar la actual diócesis de Clonfert y Kilmacduagh de la Iglesia de Irlanda.
El 12 de noviembre de 1750 Kilmacduagh fue unida a la diócesis de Kilfenora debido a los bajos ingresos de estas dos sedes. En ese momento Kilfenora comprendía solo 6 o 7 parroquias y Kilmacduagh 8 o 9. Sin embargo, dado que la diócesis de Kilfenora pertenecía a una provincia eclesiástica diferente (la de la arquidiócesis de Cashel), no se realizó la unión completa de las dos sedes y se estableció que los obispos llevarían alternativamente el título de Kilmacduagh y serían administradores apostólicos de Kilfenora o llevarían el título de Kilfenora y serían administradores apostólicos de Kilmacduagh. La alternancia se cumplío hasta el nombramiento de Edmond French el 24 de agosto de 1824 como obispo de Kilmacduagh y administrador apostólico de Kilfenora, continuando así con sus sucesores.
A principios del siglo XIX el obispo residía habitualmente en Kinvara, ya que no podía tener una residencia adecuada en Kilmacduagh. Sólo en 1834 la diócesis de Kilmacduagh contaba con poco más de 45 000 fieles, que descendieron a 36 000 quince años después, debido a la emigración, provocada por la hambruna que asoló Irlanda.
El 31 de agosto de 1866, John McEvilly, obispo de Galway, fue nombrado administrador apostólico de las diócesis unidas de Kilfenora y Kilmacduagh y retuvo el cargo cuando el 7 de noviembre de 1881 pasó a ser arzobispo de Tuam.
El 5 de junio de 1883, mediante el breve Ecclesiae Tuamensis del papa León XIII, se disolvió la unión de las diócesis de Kilfenora y Kilmacduagh: esta última se unió a Galway erigiéndose la diócesis de Galway y Kilmacduagh, mientras que Kilfenora se dio en perpetua administración a los obispos de esta nueva diócesis.

## Episcopologio
- San Colmán † (mencionado en 620)
- Indrecht † (?-814 falleció)
- Rugdan O'Ruadan (Imar Ua Ruaidin) † (antes de 1176-1178 falleció)
- MacGiolla Ceallagh O'Ruadan † (?-1203 falleció)
- O'Kelly † (?-1214 falleció)
- Maelmurry O'Connor † (?-1224 falleció)
- Hugh † (mencionado el 12 de mayo de 1227)[nota 1]
- O'Connor O'Murray † (?-1247 falleció)
- Gelasius MacScelaig † (?-1249 falleció)
- Maurice I'Leyan † (?-1283 falleció)
- David O'Sedaghan † (antes del 13 de julio de 1284-antes de junio de 1290 falleció)
- Lawrence O'Loghnan, O.Cist. † (agosto de 1290-antes de mayo de 1307 falleció)
- Luke † (1308-1325 falleció)
- John † (1326 consagrado-después de 1347 falleció)
- Nicholas † (16 de noviembre de 1358-después de 1371 o 1377)
- Gregory I'Leyan † (12 de noviembre de 1393-1395 falleció)
- Nicholas I'Leyan, O.P. † (circa 1395-circa 1399 falleció)
- John I'Comaid † (circa 1399-1401 falleció)
- Henry † (1405-?)
- Denis I †
- Eugene O'Falan † (25 de mayo de 1410-6 de julio de 1418 nombrado obispo de Killaloe)
- Dermot O'Donagh † (6 de julio de 1418-? falleció)
- John I'Iombarg, O.Cist. † (23 de octubre de 1419-? falleció)
- Denis II † (10 de mayo de 1441-antes de diciembre de 1478 falleció)
- Cornelius † (8 de enero de 1479-8 de marzo de 1503 renunció)
- Matthew O'Briain † (8 de marzo de 1503-antes de agosto de 1533 falleció)
- Christopher Bodykin † (3 de septiembre de 1533-1537 o 1555 nombrado arzobispo de Tuam)[nota 2] (fue obispo cismático anglicano hasta el 7 de octubre de 1555, cuando fue confirmado como católico, pero luego retuvo el cargo durante el reinado protestante de Isabel I)
- Cornelius Ideay ? † (5 de mayo de 1542-? falleció)
- Malachy O'Moloney † (22 de agosto de 1576-1603 o 1610 falleció)
  - Sede vacante (1603/1610-1647)
- Hugh Burke, O.F.M.Obs. † (11 de marzo de 1647-1653 falleció)
  - Sede vacante (1653-1707)
- Ambrose O'Madden † (15 de marzo de 1707-28 de agosto de 1711 nombrado obispo de Clonfert)
- Francis Burke, O.F.M.Obs. † (5 de enero de 1720-16 de agosto de 1732 falleció)
- Martin Burke † (22 de noviembre de 1732-1 de enero de 1744 falleció)
- Peter Kilkelly, O.P. † (22 de enero de 1744-29 de mayo de 1783 falleció) (administrador apostólico)[nota 3]
  - Laurence Nihill, S.I. † (23 de diciembre de 1783-29 de junio de 1795 falleció) (administrador apostólico)[nota 4]
- Edward Dillon † (29 de junio de 1795 por sucesión-19 de noviembre de 1798 nombrado arzobispo de Tuam)[nota 5][2]
  - p. Richard Luke Concanen, O.P. † (19 de noviembre de 1798-antes del 11 de diciembre de 1799 renunció) (administrador apostólico, no fue consagrado)[nota 6]
- Nicholas Joseph Archdeacon † (31 de mayo de 1800-27 de noviembre de 1823 falleció)[nota 7]
- Edmond French, O.P. † (24 de agosto de 1824-14 de julio de 1852 falleció)[nota 8]
- Patrick Fallon † (28 de enero de 1853-31 de agosto de 1866 renunció[nota 9])[nota 10]
  - John MacEvilly † (31 de agosto de 1866-5 de junio de 1883 renunció) (administrador apostólico)[nota 11]